# Skibinge Sogn
Skibinge Sogn 
ist eine Kirchspielsgemeinde (dän.: Sogn)
im Süden der Insel Sjælland im südlichen Dänemark.
Bis 1970 gehörte sie zur Harde Bårse Herred im damaligen Præstø Amt, danach zur Præstø Kommune im Storstrøms Amt, die im Zuge der  Kommunalreform zum 1. Januar 2007 in der Vordingborg Kommune in der Region Sjælland aufgegangen ist.
Im Kirchspiel leben 2857 Einwohner, davon 342 im Kirchdorf. Von den übrigen gehören die meisten zu den 3893 Einwohnern von Præstø (Stand: 1. Januar 2023).
Im Kirchspiel liegt die Kirche „Skibinge Kirke“.
Nachbargemeinden sind im Norden Præstø Sogn, im Osten Jungshoved Sogn, im Süden Allerslev Sogn und im Westen Beldringe Sogn.